# El caso de una adolescente
El caso de una adolescente és una pel·lícula dramàtica mexicana sobre l'embaràs juvenil, dirigida el 1958 per Emilio Gómez Muriel i protagonitzada per Martha Mijares, Lucy Gallardo i Carlos López Moctezuma. Fou exhibida a la selecció oficial del Festival Internacional de Cinema de Sant Sebastià 1958, tot i que no va obtenir cap premi.

## Argument
Dos estudiants adolescents, Alicia i Rafael,, s'enamoren i ella queda embarassada. Decideixen tenir un fill malgrat l'oposició de les seves famílies severes, però les coses prenen un gir dramàtic quan Rafael mor sobtadament en un accident de moto. La seva tia Laura la convenç perquè tingui el fill i li doni a ella en adopció.

## Repartiment
- Martha Mijares... Alicia
- Lucy Gallardo... Teresa
- Carlos López Moctezuma... Don Miguel
- Raúl Farell... Rafael
- Ariadne Welter ... Annette
- Hortensia Santoveña ... Nana Dominga
- Ofelia Guilmáin ... 	Tía Laura
- José Luis Jiménez ... Sacerdot
- Andrea Palma 	... Doctora Ramos
- Héctor Gómez 	... Pedro